# Прећутно програмирање
Прећутно програмирање, такође се назива и тачка без стила, је парадигма програмирања у коме дефиниције функције не идентификују аргументе (или "тачке") на којима раде. Уместо дефиниције само компонује друге функције, међу којима су комбинације које манипулишу аргументима. Прећутно програмирање је од теоријског интереса, јер је строга примена резултата састава у програмима који су добро прилагођени за једнакосна расуђивања. То је уједно и природни стил појединих програмских језика, укључујући APL и његово стабло, као и конкатенативни језик као што је Форт. Упркос овој бази, недостатак аргумената именовања даје тачку без стила репутације као непотребно нејасно, отуда епитет "бесмислен стил."
UNIX скриптирање користи парадигму са цевима.
На пример, низ операција у апликативном језику као следеће:
```
def
 
example
(
x
):

  
y
 
=
 
foo
(
x
)

  
z
 
=
 
bar
(
y
)

  
w
 
=
 
baz
(
z
)

  
return
 
w

```

... пише у тачки без стила, као саставу низ функција, без параметара:
```
def
 
example
:
 
baz
 
bar
 
foo

```

Кључна идеја у прећутном програмирању је да помогне у раду на одговарајућем нивоу апстракције. То јест, да преведе природне трансформације које је дао  currying
{\displaystyle \hom(A\times B,C)\cong \hom(B,C<sup>A</sup>)}
у компјутерским функцијама, где лево представља uncurried облик функције и право на curried. CA означава функције од A до C, док A × B означава Декартов производ А и B.

## Примери

### Функционално програмирање
Једноставан пример (у Haskell-у) је програм који узима суму листе. Програмер може дефинисати суму рекурзивно користећи шиљати (види вредност нивоа програмирања) метод као:
```
sum
 
(
x
:
xs
)
 
=
 
x
 
+
 
sum
 
xs

sum
 
[]
 
=
 
0

```

Међутим констатујући ово као износ програмер може да замени са:
```
sum
 
xs
 
=
 
foldr
 
(
+
)
 
0
 
xs

```

Онда није потребан аргумент, тако да може бити замењен
```
sum
 
=
 
foldr
 
(
+
)
 
0

```

која је бесплатна тачка

Други пример користи оператор dot:
```
p
 
x
 
y
 
z
 
=
 
f
 
(
g
 
x
 
y
)
 
z

```

У наставку Haskell-као псеудо код излаже како смањити дефиницију функције његовог еквивалент бесплатне тачке:
```
p
 
=
 
\
x
 
->
 
\
y
 
->
 
\
z
 
->
 
f
 
(
g
 
x
 
y
)
 
z

  
=
 
\
x
 
->
 
\
y
 
->
 
f
 
(
g
 
x
 
y
)

  
=
 
\
x
 
->
 
\
y
 
->
 
(
f
 
.
 
(
g
 
x
))
 
y

  
=
 
\
x
 
->
 
f
 
.
 
(
g
 
x
)

  
=
 
\
x
 
->
 
((
.
)
 
f
)
 
(
g
 
x
)

  
=
 
((
.
)
 
f
)
 
.
 
g

```

па 
```
p
 
=
 
((
.
)
 
f
)
 
.
 
g

```

На крају, види комплексан пример имагинарне мапе филтер програма који узима листу, примењује функцију за њега, а затим филтрира елементе на основу критеријума
```
mf
 
criteria
 
operator
 
list
 
=
 
filter
 
criteria
 
(
map
 
operator
 
list
)

```

Може изразити бесплатну тачку као
```
mf
 
=
 
(
.
 
map
)
 
.
 
(
.
)
 
.
 
filter

```

### APL породица
У Ј-у, иста врста тачке без кода се јавља у функцији направљеног рачуна просека листе (array) бројева:
```
avg
=:
 
+/
 
%
 
#

```

+/ сумира ставке из низа аутора мапирања (/) збир (+) на низу. % дели суму од броја елемената (#) у низу.

### Stack-основа
У stack-оријентисаном програмском језику (и oncatenative ones, од којих је већина stack-основа), тачке без методе најчешће се користе. На пример, процедура за израчунавање фибоначијевих бројева може да изгледа овако:
```
/fib
{
   dup dup 1 eq exch 0 eq or not
   {
      dup 1 sub fib
      exch 2 sub fib
      add
   } if
} def
```

### UNIX скриптирање
У UNIX скрипти функције су рачунарски програми који примају податке са стандардног улаза и шаљу резултате на стандардни излаз. На пример
```
sort
 
|
 
uniq
 
-c
 
|
 
sort
 
-rn

```

је прећутно или тачка без састава који враћа тачке својих аргумената и аргумената, у циљу смањења тачака. 'Врста' и 'uniq' су функције, "-c' и '-rn' контролишу функције, али аргументи се не помињу. '|' је оператор композиција.